# Povi
Povi är en ö i Finland.   Den ligger i kommunen Borgå i den ekonomiska regionen  Borgå  och landskapet Nyland, i den södra delen av landet, 26 km öster om huvudstaden Helsingfors.